# Гатон-де-Кампос
Гатон-де-Кампос (ісп. Gatón de Campos) — муніципалітет в Іспанії, у складі автономної спільноти Кастилія-і-Леон, у провінції Вальядолід. Населення — 32 осіб (2020).
Муніципалітет розташований на відстані близько 210 км на північний захід від Мадрида, 48 км на північний захід від Вальядоліда.

## Демографія
Динаміка населення (INE ):